# Lagynodes
Lagynodes (лат.) — род наездников из семейства Megaspilidae отряда Перепончатокрылые насекомые.

## Описание
Церафроноидные наездники длиной 1—3 мм. Встречаются бескрылые и короткокрылые формы (все самки и иногда самцы). Глаза и птероторакс редуцированные. У самок гипертрофирована переднеспинка и редуцирована среднегрудь. У самцов нет птеростигмы. Вид Lagynodes pallidus обычен в муравейниках рыжих лесных муравьёв рода Formica. В мире около 20 видов. В Европе около 5 видов.
- Lagynodes acuticornis (Kieffer, 1906)
- Lagynodes biroi Szelenyi, 1936
- Lagynodes botulifer Dessart, 1987
- Lagynodes coxivillosus Dessart, 1987
- Lagynodes electriphilus Brues, 1940
- Lagynodes flavus Dodd, 1914
- Lagynodes gastroleius Dessart, 1987
- Lagynodes gemellus Dessart, 1987
- Lagynodes hecaterapterus Dessart, 1981
- Lagynodes luciae Dessart, 1990
- Lagynodes miricornis  Dessart, 1987
- Lagynodes obscuriceps  Dessart, 1981
- Lagynodes occipitalis  Kieffer, 1906
- Lagynodes ocellifer  Dessart, 1977
- Lagynodes ooii  Dessart, 1991
- Lagynodes pallidus  (Boheman, 1832)
- Lagynodes peckorum  Dessart, 1987
- Lagynodes primordialis  Brues, 1940
- Lagynodes pseudocarinatus  Szabó & Oehlke, 1986
- Lagynodes thoracicus  Kieffer, 1906
- Lagynodes velutinus  Dessart & Masner, 1977
- Lagynodes xanthus  Whittaker, 1930